# رزان (مقاطعة كلاردشت)
رزان (بالفارسية: رزان) هي قرية تقع في Kuhestan Rural District في إيران. يقدر عدد سكانها بـ 63 نسمة .